# Hélène Fillières
Hélène Fillières (Parigi, 1º maggio 1972) è un'attrice, sceneggiatrice e regista francese.

## Biografia
Figlia di un dirigente della compagnia aerea Air France, Hélène Fillières cresce tra Europa, Brasile e Stati Uniti. La sorella maggiore Sophie, sceneggiatrice e futura regista, le affida ruoli da adolescente nei suoi primi lavori. Dopo una breve apparizione nel film The Siren, nel 1991 appare nel film di diploma in regia della sorella, Des filles et des chiens accanto ad un'altra debuttante, Sandrine Kiberlain. Nel 1994 ha un piccolo ruolo nel film Grande petite ed interpreta nel 2000, la parte della stravagante eroina Aìe.
Considerata il nuovo volto del cinema francese degli anni 2000 e interprete di vari ruoli, nel 2001 è tra i protagonisti del film Regine per un giorno di Marion Vernoux, nel 2003 è Marilyne accanto a Mathieu Amalric e Pierre Pellet nella pellicola Un Homme,un vrai, nel 2006 fa parte del cast nella mini-serie Lady Chatterley con Marina Hands e Jean-Louis Coullo'ch e nello stesso anno debutta alla regia nel cortometraggio Mademoiselle Y che vuole rappresentare una riflessione sul lavoro dell'attore.
Il 2006 è l'anno di svolta nella sua carriera, quando si impone al grande pubblico nella parte di Sandra Paoli nella serie Mafiosa.
Nel 2007 è interprete del film Guilty, presentato al 58º Festival internazionale del cinema di Berlino, mentre tra il 2008 e il 2010 è nel cast della serie televisiva Fred Vargas: Crime Collection, dove appaiono icone del cinema mondiale come Charlotte Rampling, Jeanne Moreau e Jean-Pierre Léaud.
È stata fidanzata con l'attore Thierry Neuvic.

## Filmografia

### Attrice
- Les Sirènes, regia di Pascal Bonitzer - cortometraggio (1989)
- Des filles et des chiens, regia di Sophie Fillières - cortometraggio (1991)
- Amoureuse, regia di Jacques Doillon (1992)
- Sauve-toi, regia di Jean-Marc Fabre (1993)
- Nulle part, regia di Laetitia Masson - mediometraggio (1993)
- La seringue, regia di Philippe Bérenger - cortometraggio (1994)
- Grande petite, regia di Sophie Fillières (1994)
- Adultère (mode d'emploi), regia di Christine Pascal (1995)
- Transfert pericoloso (Passage à l'acte), regia di Francis Girod (1996)
- Encore, regia di Pascal Bonitzer (1996)
- Les Kidnappeurs, regia di Graham Guit (1998)
- Histoire naturelle, regia di Karim Boulila - cortometraggio (1998)
- Pranzo di Natale (La Bûche), regia di Danièle Thompson (1999)
- Peut-être, regia di Cédric Klapisch (1999)
- Sciampiste & Co. (Vénus Beauté (Institut)), regia di Tonie Marshall (1999)
- Aïe, regia di Sophie Fillières (2000)
- Tontaine et Tonton, regia di Tonie Marshall - film TV (2000)
- Regine per un giorno (Reines d'un jour), regia di Marion Vernoux (2001)
- L'Apprentissage de la ville, regia di Gérard Mordillat - film TV(2001)
- Un amour de femme, regia di Sylvie Verheyde - film TV (2001)
- Madonna à Lourdes, regia di Arnaud e Jean-Marie Larrieu - cortometraggio (2001)
- Demain et tous les jours après, regia di Bernard Stora (2001)
- Vendredi Soir, regia di Claire Denis (2002)
- Au plus près du paradis, regia di Tonie Marshall (2002)
- Bord de mer - In riva al mare (Bord de mer), regia di Julie Lopes-Curval (2002)
- La Fin du règne animal, regia di Joël Brisse (2003)
- Variété française, regia di Frédéric Videau (2003)
- France Boutique, regia di Tonie Marshall (2003)
- Un homme, un vrai, regia di Arnaud e Jean-Marie Larrieu (2003)
- Vénus & Apollon - serie TV (2005)
- La maledizione dei Templari (Les Rois maudits), regia di Josée Dayan - serie TV (2005)
- Deux fois par semaine, regia di Stéphane Milon - cortometraggio (2005)
- Mafiosa, regia di Éric Rochant e Louis Choquette - serie TV (2006-2008)
- Lady Chatterley, regia di Pascale Ferran (2006)
- Call Me Agostino, regia di Christine Laurent (2006)
- De particulier à particulier, regia di Brice Cauvin (2006)
- Mademoiselle Y, regia di Hélène Fillières - cortometraggio (2006)
- Sous les vents de Neptune, regia di Josée Dayan - film TV (2007)
- Enculées, regia di Laetitia Masson, episodio di X Femmes - serie TV (2008)
- La Grande Vie, regia di Emmanuel Salinger (2009)
- L'Homme aux cercles bleus, regia di Josée Dayan - film TV (2009)
- Petite Fille, regia di Laetitia Masson - film TV(2010)
- Un lien incertain, regia di Josée Dayan - film TV (2010)
- Pièce montée, regia di Denys Granier-Deferre (2010)
- Les Yeux de sa mère, regia di Thierry Klifa (2011)
- In prima linea (Volontaire), regia di Hélène Fillières (2018)

### Sceneggiatrice e regista
- Mademoiselle Y - cortometraggio (2006)
- Une histoire d'amour (2013)
- In prima linea (Volontaire) (2018)

## Teatro
- 2003: La Campagne di Martin Crimp, regia di Louis-Do de Lencquesaing, Théâtre de l'Œuvre
- 2005: Le Génie des forêts di Anton Tchekhov, regia di Roger Planchon, TNP Villeurbanne
- 2006: Le Génie des forêts di Anton Tchekhov, regia di Roger Planchon, Théâtre Gérard Philipe

## Riconoscimenti
- 2002 – Candidatura al Premio César per la categoria migliore attrice nel film Regine per un giorno